# 乙型肝炎
，常简称B肝，是由B型肝炎病毒感染後，引起的肝臟急性或慢性發炎之疾病。感染B型肝炎病毒的潛伏期，可從30天至180天不等，平均約75天。大多數人初次感染時沒有明顯症狀，而少數人會有急性症狀如噁心嘔吐、黃疸、疲倦、茶色尿以及腹痛等。初次感染造成的急性症狀，通常持續數週之後即會消退，極少數會造成死亡或嚴重併發症。嬰兒經由母親垂直感染B型肝炎後，有90%的機率成為慢性B型肝炎帶原者；而5歲後才感染B型肝炎者，長大後只有不到10%會成為慢性帶原者。雖然大部分慢性肝炎患者沒有症狀，但卻有機會發展為肝硬化甚至肝癌，亦為慢性肝炎患者死因的15%至25%。
B肝病毒傳染途經為接觸到受感染的血液或體液，特別由血液感染占最大宗。在B型肝炎盛行區，母嬰垂直傳染以及兒童時期接觸傳染為感染族群的大宗。相較之下非B肝盛行區，此疾病的傳染途經則主要為共用靜脈藥物注射針頭，消毒不完全的牙科醫療、刺青、紋眉、穿耳洞等。其它B肝感染風險因子包括：醫護人員、輸血、腎臟透析治療，以及照護機構常住者。刺青和針灸曾經在1980年代造成許多B型肝炎感染的案例，而隨著消毒技術的進步此情況已經少見。B型肝炎病毒幾乎完全不會藉由握手、共用餐具、接吻、擁抱、咳嗽、噴嚏或哺乳等方式傳染，暴露感染風險後約30至60天可確診，包括檢驗血液中B肝病毒抗原以及人體產生B肝病毒的抗體。B型肝炎病毒是目前已知五種肝炎病毒的一種：A型、B型、C型、D型以及E型肝炎病毒。
自1982年B型肝炎疫苗問世之後，人們可以有效地預防B型肝炎病毒的感染。世界衛生組織建議嬰兒出生後首日施打第一劑，接着需定期完成第二劑或第三剂甚至更多的接種，方能獲得最佳的疫苗保護力，估計可達95%。於2006年統計，全球約180個國家將注射B型肝炎疫苗列為國家的衛生政策之一。並同時要求輸血用的血液皆須接受B型肝炎病毒的檢驗，並且在性交時使用保險套可以預防感染。在感染的初期，護理照護需視病患的症狀所調整。若患者有可能會發展成慢性肝炎，則給予抗病毒藥物，如惠立妥（英語：Tenofovir）或干擾素，但這些藥物價格不菲。若病情發展嚴重，惡化成肝硬化，則肝臟移植將會是可供選擇的醫療手段之一。如果生活作息維持正常，B肝相關檢驗指數均在安全範圍內，即被視為健康帶原者，與常人無異。
據估計，全球每三人當中，就會有一個人曾經被B型肝炎病毒感染，而其中約有2.4億至3.5億人會轉變成慢性肝炎。估計每年因B型肝炎死亡的人數約為75萬人。2006年中國人口中乙肝表面抗原攜帶率為7.18%中华人民共和国卫生部疾病控制司、中国疾病控制中心在2006年开展对全国31个省（自治区、直辖市）的160个“疾病 监测点”调查抽取东部、中部、西部地区的城市、农村的1～59岁人群共81775人的不同地区、不同人群乙肝表面抗原携带率和乙肝病毒感染率。B型肝炎與肺結核、血吸虫病和艾滋病並列為中國四大傳染病。在亞洲東部和撒哈拉以南非洲，已有成為地方性流行病之趨勢，約有5至10%的成年人為帶原者，而在歐洲以及北美洲，帶原的比例降為不到1%。由於病毒透過血液或體液傳播，故在早期此疾病亦被稱為血清型肝炎（英語：Serum Hepatitis）。目前雖有B型肝炎疫苗，部份研究團隊正在研究口服劑型的疫苗。此病毒有可能也能感染其他靈長目人猿總科的動物。

## 流行病学分布
| no data <10 10-20 20-40 40-60 60-80 80-100 | 100-125 125-150 150-200 200-250 250-500 >500 |

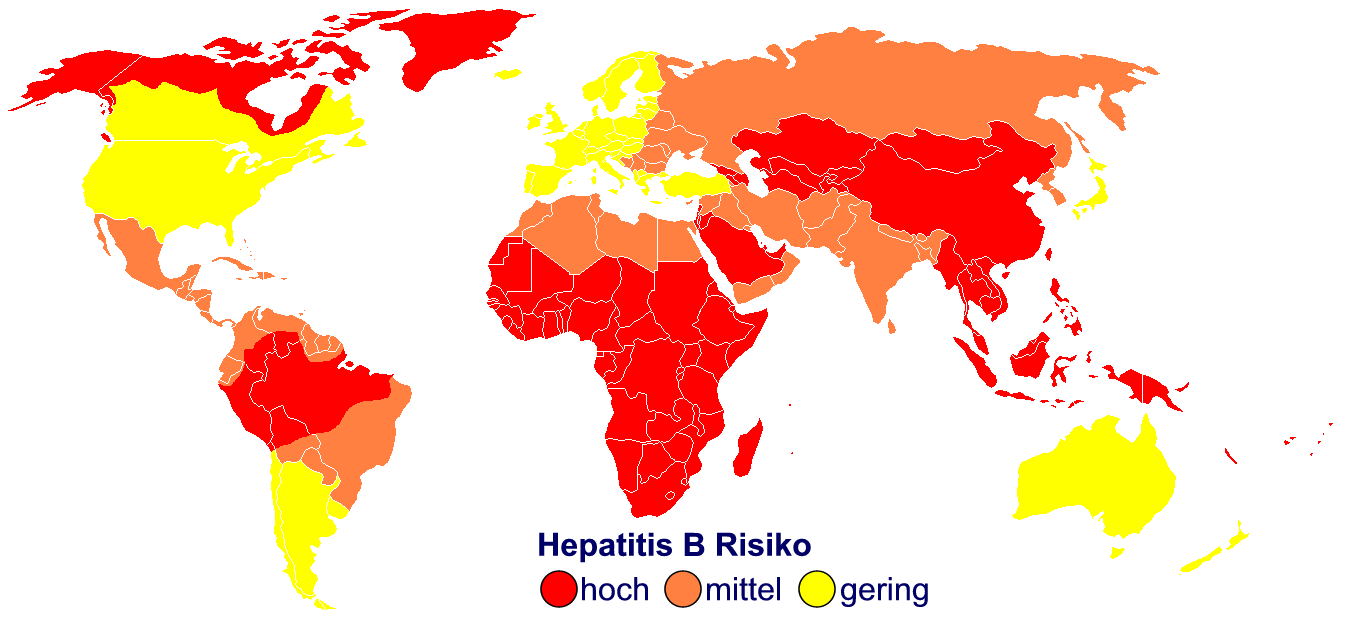
乙型肝炎的分布（2004年）

乙型肝炎的分布，2004年每 100,000 居民失能調整生命年概算
no data
<10
10-20
20-40
40-60
60-80
80-100
100-125
125-150
150-200
200-250
250-500
>500

乙型肝炎尤其在东南亚和非洲热带地区流行。通过推进种疫苗的方法在北欧、西欧、美国、加拿大、墨西哥和南美洲南部乙型肝炎的分布得以下降到所有慢性病毒病的0.1%以下。黄种人看起来比白种人对乙型肝炎病毒更为易感染。阿拉斯加、加拿大、格陵兰的因纽特人，以及亚马逊丛林中的印第安人都是乙型肝炎显著高发，阿拉斯加的爱斯基摩人的乙肝表面抗原阳性率为45%。

### 台灣
1987年，根據統計發現到四十歲時，已約有90％曾受到B型肝炎病毒之感染，而三十九歲以下的人中更有18至20％，四十歲以上的人中有12％處於『慢性B型肝炎帶原的狀態』。因此當時B型肝炎病毒的慢性感染者初步估計約三百萬人。
2002年的B肝盛行率為13.70%，男性盛行率為16.46%，高於女性的11.16%。2009年的B型肝炎帶原率為13.18%，其中男性的盛行率為15.85%，女性為11.06%。

### 中國大陸
1992年中国大陆乙肝流调为9.75%的乙肝表面抗原携带率。
2006年中国大陆乙型肝炎流调表明：
- 1至59岁人群乙型肝炎表面抗原携带率为7.18%。
- 城乡人群乙肝表面抗原携带率差异不显著，西部地区人群乙型肝炎表面抗原携带率高于东部地区。
- 1至4岁人群乙型肝炎表面抗原携带率为0.96%；5至14岁人群为2.42％；15～59岁人群乙型肝炎表面抗原携带率达8.57%。

乙型肝炎流调表明：
- 6岁以下儿童感染乙型肝炎后90%将变为慢性携带状态；
- 6岁以上人群感染乙型肝炎后只有不到10%会转为慢性携带状态。成年人感染乙型肝炎导致的乙肝携带者增加量相当于每年增加1/10万。

### 香港
2017年，香港約有8%帶有乙型肝炎病毒，即約六十萬人。香港常見傳播途徑為母嬰感染，其餘途徑包括血液傳播及性接觸。香港自1988年引入乙肝疫苗，免費為初生嬰注射，乙肝帶原者數目呈下降趨勢。

## 病原体
B型肝炎的病原体是一种属于肝病毒科的有外壳的双链脱氧核糖核酸病毒。它的直径为42奈米。它的脂蛋白外壳上携带乙肝表面抗原。近年的研究证明这种病毒的基因的稳定性比过去想象的要差。现在也已经发现了数种不带乙型肝炎表面抗原的、但是仍然可以致病的病毒。

## 传播

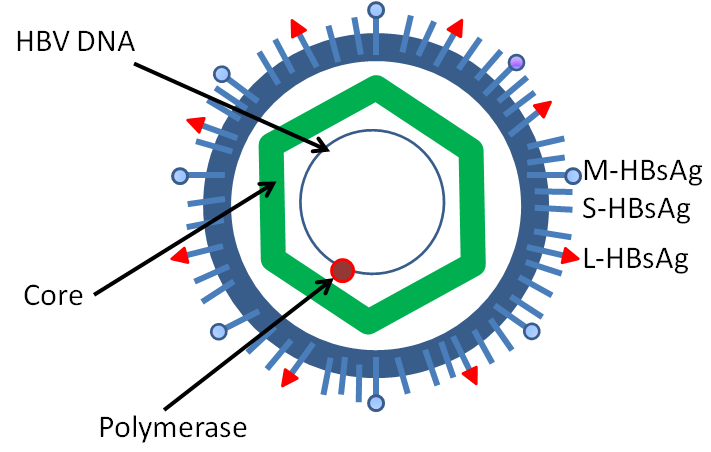
結構

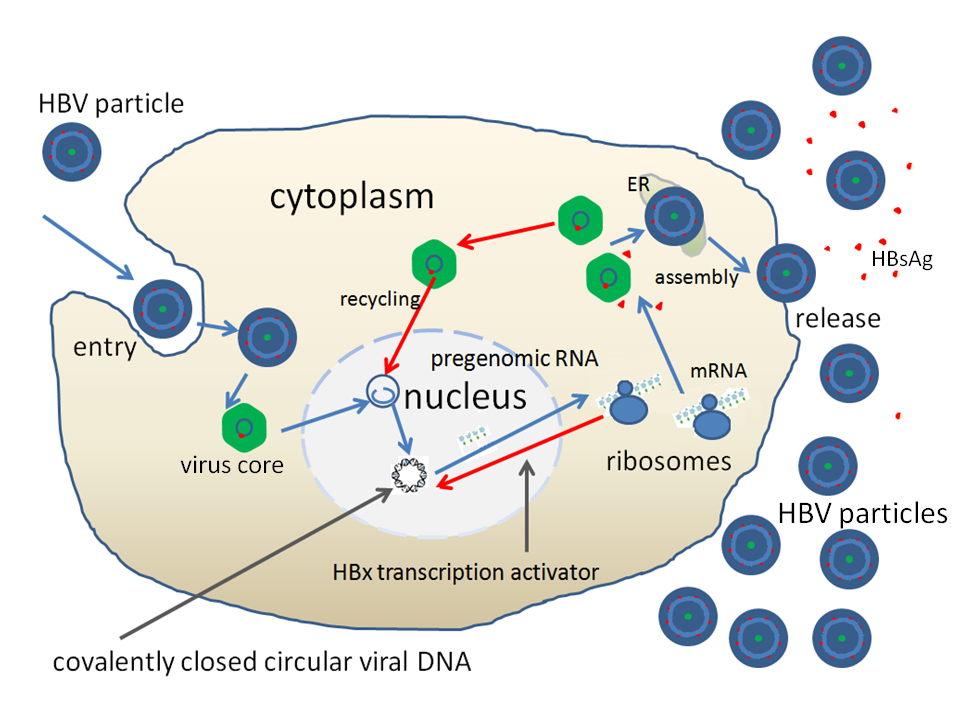
繁殖程序

潛伏期與表面抗原生成時間序

乙型肝炎主要通过与被感染的人的血和其它体液的接触传染。通过血液、精液和陰道分泌液可以传染乙型肝炎，但幾乎都是血液感染。一般病毒通过皮肤上的小伤口或者粘膜进入体内。危险因素包括：不安全的性交、靜脈注射毒品（与其他人共用针头）、在卫生机关工作日常接触大量乙型肝炎患者、获得没有检验乙型肝炎病毒的血制品、牙医和其它医学手术、美容手术（刺青、穿孔）。幼儿可能通过抓挠和咬被感染。日常生活中容易造成伤口的物件比如刮胡刀、指甲刀等等也可能传染乙型肝炎，但感染的機率非常低，并非主要的传染途径。携带病毒的母亲在生育时感染给新生儿是最常见的传染途径之一。
在大部分发达国家捐血后的血液都要检查肝炎病毒，因此在这些地区通过受血感染肝炎的可能性几乎为零。
乙型肝炎和甲型肝炎不同，不是消化道传染病。也就是说，含有甲肝病毒的食物和水，进入没有破损的消化道仍可引起传染，而含有乙肝病毒的食物和水只能通过消化道上的粘膜创口传染。除非有两个人口腔附近有伤口，否则也不会通过接吻传染。然而社会上人们普遍把乙型肝炎认为是可以通过消化道传染，因而有乙肝歧视现象。
另外蚊子不能传播乙肝、丙肝，因为蚊子叮人吐出自己的唾液，而不是血液。疟疾等疾病可以通过蚊子的唾液传染。

## 感染过程
乙肝病毒感染的自然史分为3 个期：免疫耐受期、免疫清除期、低（非）复制期。

### 免疫耐受期（潜伏过程）
乙型肝炎的潜伏期为40至160天。特点是乙肝病毒（HBV）复制活跃：血清HBsAg和HBeAg阳性，HBV-DNA滴度较高>100000拷贝/毫升。但血清丙氨酸氨基转移酶 （ALT）正常，肝组织学无明显异常。实质上是人体免疫系统对乙肝病毒的感染没有做出反应应答，因此感染了HBV的肝细胞没有受到自体免疫系统的攻击，所以没有出现肝损害症状（如转氨酶升高、肝组织活检或B超异常等）。

### 免疫清除期
转氨酶 (ALT/AST)可持续或间歇升高，肝组织学有坏死炎症等表现

### 低 (非) 复制期
表现为HBeAg阴性，抗HBe抗體阳性，HBV-DNA检测不到或低于检测下限，ALT／AST水平正常，肝组织学无明显炎症。

### 慢性感染
按照医学上的定义，人感染HBV 后，病毒持续6个月仍未被清除者称为慢性HBV感染。
在低 (非) 复制期，部分患者又可再活动，出现乙肝e抗原阳转；或发生前C或C区启动子变异，HBV再度活动，但e抗原阴性.两者均表现为活动性慢性乙型肝炎。
发病过程随每人的免疫反应而不同。被感染的人年龄越低，乙型肝炎发展为慢性的可能性就越高：
- 成人（这里指≥6周岁）感染乙型肝炎病毒后，90%以上的病例将自动清除病毒康复，仅约5%至10%的人发展为慢性或成为帶原者。儿童感染80%以上会成为帶原者。
- 婴幼儿期（这里指<6周岁）感染HBV者中，25%~30% 将发展成慢性感染。
- 围产期感染HBV者中，90% 将发展成慢性感染。

此外约5%的乙型肝炎病人同时也受丁型肝炎感染。
根据《慢性乙肝的诊断分型》，慢性乙肝病毒感染的分型：
- “携带者”：血清转氨酶ALT正常
  - 慢性乙肝病毒携带：乙肝表面抗原阳性、HBV-DNA阳性，乙肝e抗原或e抗体阳性，但1年内连续随访3次以上，血清ALT和AST均在正常范围，肝组织学检查一般无明显异常。
  - 非活动性表抗携带者：表面抗原阳性，HBV-DNA阴性，而e抗原阴性、e抗体阳性或阴性。
- 慢性乙型肝炎：根据肝功能受损情况分为轻度、中度、重度
  - 乙肝e抗原阳性慢性乙型肝炎：除表面抗原、HBV-DNA阳性外，还有e抗原阳性，抗-HBe阴性，并且血清ALT持续或反复升高，或肝组织学检查有肝炎病变。
  - 乙肝e抗原阴性慢性乙型肝炎：与e抗原阳性慢性乙型肝炎区别只在于e抗原持续阴性，抗-HBe阳性或阴性。
- 隐匿性慢性乙肝：表面抗原阴性，HBV-DNA阳性，并有慢性乙型肝炎的临床表现。
- 乙型肝炎肝硬化：分为活动期、静止期
  - 代偿期肝硬化
  - 失代偿期肝硬化

### 患者症状
带有发热、精神萎靡、腹痛和消化不良的黄疸。蜘蛛痣，肝脏，腹胀腹泻等等，往往也会没有症状而因此病情不被发现。
基本病理变化：
1. 肝细胞病变性坏死
2. 炎性细胞浸润
3. 细胞增生

## 肝炎種類

### 急性肝炎
在症狀出現前，病毒可能已潛伏數月之久。這段期間，傳染性非常高，患者可能不自覺地傳給與其接觸的人士。乙型肝炎所引起的早期徵狀不是很明顯，就好像重感冒一樣，包括輕微發熱、全身疲倦、肌肉痛、頭痛、食慾不振、厭惡吸煙，隨後會噁心嘔吐、上腹不適和脹痛、便秘或腹瀉等。如病程轉壞，皮膚和眼白會變黃，小便顏色加深，就像茶一樣顏色，稱為黃疸。需長達數月才能恢復正常生活及工作。有少部分人士會迅速演變為猛爆性肝炎（Fulminant hepatitis），出現昏迷及於數日內死亡，但這情況十分罕見。

### 慢性肝炎
是一種較常見的情形，感染者可能完全沒有病徵。慢性乙型肝炎可以導致肝硬化及肝癌。目前沒有藥物完全根治，但有藥物可以帮助患者的身体对抗和清除乙型肝炎病毒以控制病情，只有少數可以忽然痊癒。治療後有可能使病毒基因的含量少於可偵測的水平，即為健康且傳染性低的帶原者。治療方法包括口服藥拉米夫定、阿德福韦、新藥恩替卡韦、新藥替诺福韦二吡呋酯、新藥替比夫定（Telbivudine），和注射藥物干擾素（PEG Interferon）等。每种药物的有效性差别不大，但对于具体患者这可能因人而异。治疗方案应由医师针对病人的具体情况制定。

### 乙型肝炎帶原者
急性或慢性肝炎康復後，有部分人會獲得終生免疫能力。凡是肝脏功能正常但是体内还存在乙肝病毒者，为乙肝带原者，乙型肝炎病毒會長時間停留在帶原者身上，繼續傳染與他有血液或性接觸的人士。在香港，帶原者的人數約佔全体華人十分之一。九成患上肝癌及三分之二患肝硬化的人士都是與乙型肝炎帶原者有關。雖有乙肝帶原者痊癒的例子，但機率很低，目前没有有效的治疗乙肝带原者的方法。

## 诊断

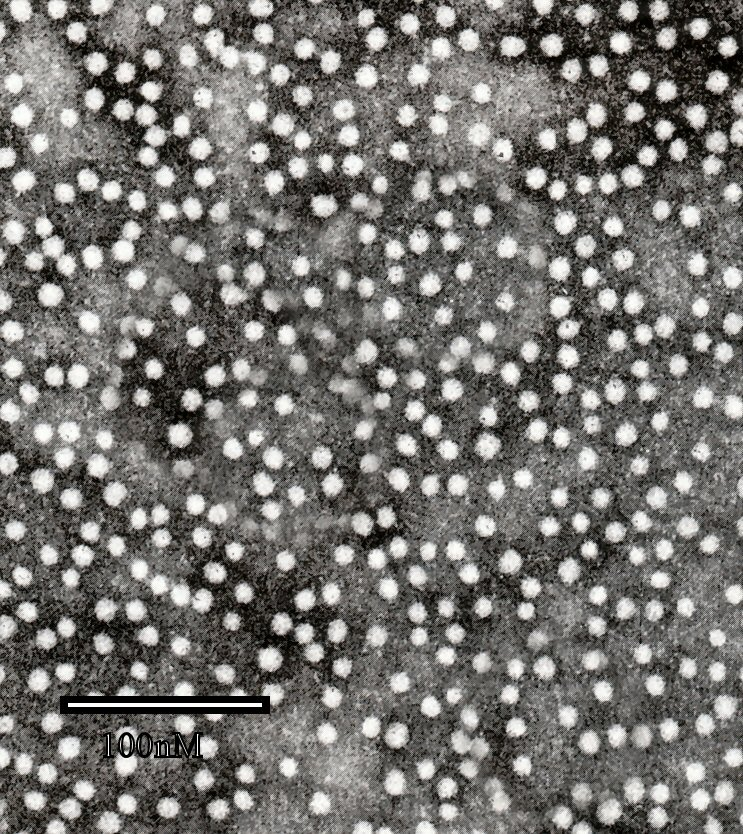
乙肝表面抗原（HBsAg）

诊断乙型肝炎共有三种方法：化验病毒的抗原、化验人体的抗体和化验病毒的脱氧核糖核酸。
1. 抗原：被化验的乙型肝炎的抗原有二：乙肝表面抗原和乙肝e抗原，假如这两种抗原存在的话说明病人依然患病。在最佳情况下病人体内只有表面抗原而且没有症状，这说明病人健康，但是带病毒。假如病人体内有e抗原的话他的感染力非常高，不过即使只有表面抗原病人依然可以感染其他人。
2. 抗体：被化验的乙型肝炎的抗体有二：和，均为乙肝核心抗体，它们是康复的标志，在种疫苗后它们也会出现。是急性乙型肝炎的标志，则出现于急性乙型肝炎末期或者病人刚刚康复的时候。在慢性乙型肝炎时能够化验出这些抗体说明病况有好转，而且感染力下降。
3. 脱氧核糖核酸：过去化验乙型肝炎病毒的脱氧核糖核酸主要是在不明确的情况下确定病情，以及用来确定病人的感染力。今天这个数据也被用来诊断和观察慢性乙型肝炎。血液中病毒脱氧核糖核酸数量少说明病情不加剧，数量多说明病情恶化。

### 免疫学“二对半”检验
乙肝的临床检验最常见的方法是进行“乙型肝炎抗原二对半”验血体检。二对半（两对半）包括5项内容：乙肝表面抗原、乙肝表面抗体、乙肝e抗原、乙肝e抗体、乙肝核心抗体。每项检测结果可能分别是阳性或阴性。
| 检测         | 英文名称                                      | 简称/代码                          | “小三阳” | “大三阳” | 因疫苗获得免疫力的人 | 因康复获得免疫力的人 | 未接触过乙肝病毒的人 | 注释 |
| ------------ | --------------------------------------------- | ---------------------------------- | -------- | -------- | -------------------- | -------------------- | -------------------- | --- |
| 乙肝表面抗原 | Hepatitis B surface antigen                   | - HBsAg                            | +        | +        | -                    | -                    | -                    | 检验乙肝感染的最直接指标，但在感染初期和在病毒被清除之后很可能检测不到（阴性）。连续6个月以上阳性表示慢性肝炎或乙肝病毒携带者。这个指标阳性表示有传染性。另外在注射乙肝疫苗72小时之内呈阳性。                                    |
| 乙肝表面抗体 | Antibodies to the hepatitis B surface antigen | - Anti-HBs - HBsAb                 | -        | -        | +                    | +                    | -                    | 如果病毒被清除，表面抗原则为阴性，表面抗体阳性。表示感染过乙肝病毒已经痊愈，或者是注射过乙肝疫苗。 |
| 乙肝e抗原    | Hepatitis B e antigen                         | - HBeAg                            | -        | +        | -                    | -                    | -                    | 检验治疗进展的检验。通常在表面抗原出现后不久就出现（阳性），表示乙肝病毒在大量复制，传染性强。但有些种类的乙肝病毒并不产生e抗原。                                                                                                |
| 乙肝e抗体    | Antibodies to the hepatitis B e antigen       | - Anti-HBe - HBeAb                 | +        | -        | -                    | -                    | -                    | 在e抗原出现后如果身体可以自动清除病毒则e抗体会出现（阳性），通常表示身体正在大量杀死病毒，表示HBV复制水平低。通常和e抗原不会同时阳性。但也有由于病毒基因变异而出现e抗体，这种情况下e抗体阳性并不表明病毒正在减少，即“假小三阳”。 |
| 乙肝核心抗体 | Antibodies to the hepatitis B core antigen    | - Anti-HBc - IgM型 - IgG型 - HBcAb | +        | +        | -                    | +                    | -                    | 和表面抗原一样是表明乙肝病毒存在的依据。提示HBV复制，多见于乙型肝炎急性期。 |

通常讲，“大三阳”表示乙肝病毒在大量复制，传染性强，可出现在慢性肝炎及乙肝帶原者。“小三阳”表示身体的免疫系统正在杀死病毒。但由于有的病毒会造成“假小三阳”，故有人说有的“小三阳”比“大三阳”危险。在这种情况下，肝功能、B超、HBV（乙肝病毒）DNA检测是确定是否需要使用药物治疗的必要手段。在很多时候，肝脏是否受损、多大程度上受损比能否将“大三阳”转成“小三阳”更重要。

### 血清HBV-DNA检验
根據美國權威組織American Gastroenterological Association (AGA)的報告指出，檢驗乙肝病毒基因量是最有效的臨床檢驗方法。2006年的報告指出，如果乙肝病毒基因的血液含量超過{\displaystyle 4\times 10^{10}/mL}，病人就應該展開治療。

### 病理学诊断
美国肝病学会的《慢性乙肝的临床实践指南》把肝穿刺活体组织检查作为慢性乙肝初始评估的常规检查之一，对肝病的诊断和鉴别、分级分期、预后判断等有极高的价值。
慢性肝炎炎症活动度（G）分级标准：
| 分级 | 汇管区及周围   | 小叶内                                   | HAI积分 |
| ---- | -------------- | ---------------------------------------- | ------- |
| 0    | 无炎症         | 无炎症                                   | 0       |
| 1    | 汇管区炎症     | 变性及少数坏死灶                         | 1-3     |
| 2    | 轻度碎屑样坏死 | 变性，点、灶状坏死                       | 4-8     |
| 3    | 中度碎屑样坏死 | 变性，坏死重，或见桥形坏死               | 9-12    |
| 4    | 重度碎屑样坏死 | 桥形坏死范围广累及多个小叶，小叶结构失常 | 13-18   |

## 治疗
急性乙型肝炎一般不被治疗，因为在90%至95%的情况下病情自然消失。
针对慢性乙型肝炎有多种药物：α干扰素、PEG干扰素、恩替卡韦、拉米夫定、替比夫定和阿德福韦。此外还有其它药物目前正在试验阶段。不过这些药物都不能完全治愈乙型肝炎，而是控制乙型肝炎的发展、防止后果症状。在3%以下的情况下干扰素可以达到血液内不存在抗原，这实际上已经相当于治愈了。医生决定哪些病人何时使用哪些药物来治疗。在病情不重的情况下一般仅对病情发展进行监视。在肝脏受损的情况下治疗是必须的（以上数据为2006年1月的数据）。在这里也是由医生来判断应该使用什么措施。PEG干扰素治療一年之後，後續的觀察當中HBsAg抗原轉陰率逐年提升，4年之後已上升到11%。這是人類至目前為止對乙型肝炎最有效的治療方式。血液HBsAg轉陰的患者身上，肝細胞仍可偵測到病毒的核酸，痊癒的定義仍有待進一步的確認。
目前已有多种针对乙肝患者或帶原者的药物，比如拉米夫定、阿德福韦和干扰病毒繁殖的干扰素（PEG Interferon）等。它们不是可以直接杀死病毒以根治，而是帮助患者自己的免疫系统抵抗和清除病毒。这些药物在病人身上的效果因人而异，有的能有效控制病情。以往為人詬病的抗藥性副作用，在一些新藥已可減至10%或以下。而号称可以保证“大三阳”转阴的药物广告则是不可信的。

### 中医中药
中国官方权威的《中国乙肝防治指南》表述为：“苦参素 (氧化苦参碱) ... ... 其抗HBV 的确切疗效尚需进一步扩大病例数，进行严格的多中心随机对照临床试验加以验证。中医中药治疗慢性乙型肝炎在我国应用广泛，但多数药物缺乏严格随机对照研究，其抗病毒疗效尚需进一步验证。”
中成药苦参素、云芝肝泰（类似药有肝必复）联合肌苷片、肝泰乐，有降低病毒DNA含量，保护肝脏的作用。在未治愈的情况下停药6个月或者不按照正常使用量的情况下，有反弹。长期使用180天以上，部分人有脾肿大的情况。脾肿大后停药的可逆性不确定。

### 抗病毒治疗的疗效指标
- 单项应答
  - 病毒学应答 (virological response) ：血清HBV-DNA检测不到或低于检测下限。
  - 血清学应答 (serological response) ：血清HBeAg或HBsAg转阴或血清学转换转
  - 生物化学应答 (biochemical response)：血清ALT和AST恢复正常。
  - 组织学应答 (histological response) ：脏组织学炎症坏死或纤维化程度改善达到某一规定值。
- 时间顺序应答
  1. 初始或早期应答(initial or early response)： 治疗12 周时的应答。
  2. 治疗结束时应答 (end-of-treatment response)： 治疗结束时应答。
  3. 持久应答 (sustained response)： 治疗结束后随访6个月或12个月以上，疗效维持不变，无复发。
  4. 维持应答 (maintained response) ：在抗病毒治疗期间表现为HBV DNA检测不到 (PCR法)或低于检测下限，或ALT正常。
  5. 反弹 (breakthrough)
  6. 复发 (relapse)
- 联合应答 (combined response)
  - 完全应答(complete response, CR)
  - 部分应答(partial response, PR)
  - 无应答 (non- response, NR) ：未达到以上应答者。

## 預防

### 生活习惯
1. 与不清楚是否携带乙肝病毒的人進行性行為前應採取安全預防措施。正確地使用避孕套，可以減低感染的機會。
2. 不用他人的有可能与血液及體液接触的私人物品，如牙刷（刷牙出血）、剃刀及針筒。
3. 对紋身、紋眉、穿耳洞、針灸、脫痣等接触血液的手術谨慎对待，尤其不应使用消毒不合格的儀器进行，盡量使用即棄器具。
4. 如工作需要與病者接觸，應實行一些安全措施。如會接觸大量病者的血液及體液，應戴上手套、面罩和保護外衣。也可用稀釋的家用漂白水（1份漂白水加49份水）消毒受血液染污的物品。

### 接种疫苗
针对乙型肝炎可以接种乙型肝炎疫苗。儿童和青少年均应该接种。如果家庭或伴侣中有人患有乙肝，应对其家人或伴侣等常接触者接种疫苗。医务人员、接受靜脈注射的人士、濫交的人士、滥用毒品的人士也尤其应该接种。为了防止生育时的感染在婴儿出生后12小时后还可以接种乙型肝炎的疫苗。婴儿疫苗必须在一个月和半年后相继注射才能达到完全免疫。乙型肝炎由于受到各国政府关注，疫苗注射价格一般都较低廉，普通人不必担心不能承受。在中国，1992年卫生部将乙肝疫苗纳入新生儿计划免疫管理，2002年起正式纳入计划免疫，2005年6月1日起新生儿接种乙肝疫苗改为全部免费。2009年起，中国各级疾控部门开始对15岁以下未接种过乙肝免疫的人群，免费补种乙肝疫苗。但是成年人接种仍需要自费。
注射有效對抗乙型肝炎的疫苗。免疫注射的程序包括三次疫苗注射，注射程序分別為0、1及6個月。按以上程序完成三次注射后应该再检验是否产生表面抗体，通常無須再接受加強劑注射。现在有两种疫苗（DNA重组酵母乙肝疫苗与中国仓鼠卵母细胞 (CHO) 乙型肝炎疫苗），其安全、有效的程度一样。乙肝疫苗接种的重点人群主要是新生儿（尤其是乙肝病毒携带者的后代），其次为婴幼儿和高危人群 (如医务人员、经常接触血液的人员、托幼机构工作人员、器官移植患者、经常接受输血或血液制品者、免疫功能低下者、易发生外伤者、HBsAg 阳性者的家庭成员、男性同性恋或有多个性伴侣和静脉内注射毒品者等)。新生儿接种乙型肝炎疫苗越早越好，要求在出生后24 h 内接种。乙肝病毒携带者母亲生产的婴儿最好在产后12小时之内接注较大剂量疫苗（如10-20μg），会使乙肝感染的防护率达到约90%（其它仍感染乙肝的新生儿多是宫内感染、分娩感染），因此对HBsAg 阳性的孕妇，应避免羊膜腔穿刺，并缩短分娩时间，保证胎盘的完整性，尽量减少新生儿暴露于母血的机会。医学研究表明，HBsAg阳性母亲的哺乳不会垂直传染乙肝病毒，但须注意在乳头有伤口时要暂停哺乳。
2013年12月23日，中国“婴儿疑似接种乙肝疫苗后死亡”已增至8例。疑似造成婴儿死亡的深圳康泰生物制品股份有限公司所有批次乙肝疫苗（在产品有效期内的共198批次44030686支已销售到27省（区、市））已经控制。

### 疫苗加强针
乙肝疫苗接種數年後，抗體浓度會慢慢下降甚至陰性。目前世界衛生組織、美国疾病控制与预防中心均認為不必定期加強，理由是只要接種3劑後能產生抗體者，即使日後抗體下降至阴性，由于免疫记忆效应，仍對乙肝病毒有免疫力，被病毒入侵后免疫系统会产生大量特异性免疫细胞去清除病毒，不會引起慢性感染；但某些免疫力較低的病人，如慢性腎衰竭的病人，則應定期檢測及接種。

### 引用
1. 1 2 3 4 5 6 7 8 9 10 11 12 13 14 15 16 17  . who.int. 2014-07  [2014-11-04]. （原始内容存档于2014-11-09） （英语）.
2. 1 2  Chang, Mei-Hwei. . Seminars in Fetal and Neonatal Medicine. 2007-06, 12 (3): 160–167  [2020-10-23]. doi:10.1016/j.siny.2007.01.013. （原始内容存档于2019-10-28） （英语）.
3. 1 2  GBD 2015 Mortality and Causes of Death Collaborators. . Lancet (London, England). 2016-10-08, 388 (10053): 1459–1544  [2020-10-23]. ISSN 1474-547X. PMC 5388903 . PMID 27733281. doi:10.1016/S0140-6736(16)31012-1. （原始内容存档于2022-04-22）.
4. 1 2 3 4  . U.S. Centers for Disease Control and Prevention (CDC).   [2011-11-29]. （原始内容存档于2011-12-11） （英语）.
5. ↑  GBD 2015 Mortality and Causes of Death Collaborators. . Lancet (London, England). 2016-10-08, 388 (10053): 1459–1544  [2020-10-23]. ISSN 1474-547X. PMC 5388903 . PMID 27733281. doi:10.1016/S0140-6736(16)31012-1. （原始内容存档于2022-04-22）.
6. ↑  Raphael Rubin; David S. Strayer.  5. ed. Philadelphia [u.a.]: Wolters Kluwer/Lippincott Williams & Wilkins. 2008: 638  [2015-03-22]. ISBN 9780781795166. （原始内容存档于2014-11-29） （英语）.
7. ↑  . Dymocks.   [2020-03-31]. （原始内容存档于2020-04-16） （英语）.
8. ↑  S, Pungpapong. . Mayo Clinic proceedings. 2007-08  [2020-03-31]. （原始内容存档于2020-05-10） （英语）.
9. ↑  Williams, Roger. . Hepatology. 2006-09, 44 (3): 521–526. ISSN 0270-9139. doi:10.1002/hep.21347 （英语）.
10. ↑  Schilsky, M.L. . Transplantation Proceedings. 2013-04, 45 (3): 982–985  [2020-10-23]. doi:10.1016/j.transproceed.2013.02.099. （原始内容存档于2019-12-14） （英语）.
11. 1 2 3 4  齐小秋; 王 宇 (编). . 人民卫生出版社. 2001-04  [2013-05-04]. ISBN 9787117133517. （原始内容存档于2013-01-23）.
12. ↑  . 上海罗氏制药有限公司. 2008-03-18  [2015-03-22]. （原始内容存档于2008-03-18）.
13. ↑  Barker, L. F. . JAMA: The Journal of the American Medical Association. 1996-09-11, 276 (10): 841–844. ISSN 0098-7484. doi:10.1001/jama.276.10.841.
14. ↑  Thomas, Bruce. . 2002: 4  [2014-11-25]. ISBN 9781601072542. （原始内容存档于2014-11-29）.
15. ↑  Plotkin, [edited by] Stanley A.; Orenstein,, Walter A.; Offit, Paul A.  6th ed. [Edinburgh]: Elsevier/Saunders. 2013: 208  [2015-03-22]. ISBN 9781455700905. （原始内容存档于2014-11-29） （英语）.
16. 1 2   (PDF).   [2019-10-29]. （原始内容存档 (PDF)于2019-10-29）.
17. ↑  . orientaldaily.on.cc.   [2020-03-31]. （原始内容存档于2020-03-26）.
18. ↑  范竹萍; 邱德凯. . 胃肠病学. 2002, 7 (5): 289–292  [2020-10-23]. （原始内容存档于2020-10-27）.
19. ↑  Risk Factors （页面存档备份，存于）专业乙、丙型肝炎 AmITwelve 网站，2009-8-12造访（英文）
20. ↑  . 乙肝健康网.   [2009-08-12]. （原始内容存档于2009-09-03）.
21. ↑  . Verywell Health.   [2020-03-31]. （原始内容存档于2020-03-26） （英语）.
22. ↑  [《慢性乙肝的临床实践指南》（2007年2月）美国肝病学会]
23. ↑  《中国乙肝防治指南》（2005 年12 月）：中华医学会肝病学分会、中华医学会感染病学分会联合制订
24. ↑  蔡雄; 王国俊. . 第二军医大学学报. 1997, 18 (1): 47–49  [2017-01-09]. （原始内容存档于2017-01-10）.
25. ↑  网易. . news.163.com. 2013-12-24  [2020-03-31]. （原始内容存档于2020-03-26）.
26. ↑  . www.chinanews.com.   [2020-03-31]. （原始内容存档于2020-03-26）.
27. ↑  . World Health Organization.   [2015-06-23]. （原始内容存档于2014-11-09）.
28. ↑  . www.cdc.gov. 2020-03-17  [2020-03-31]. （原始内容存档于2017-08-20） （美国英语）.

### 书籍
- 许祖德 陈增良 主编 ：《病理学》 复旦大学出版社 ISBN 978-7-309-03470-7
- 王德林 著： 《乙肝五项及其32种组合模式》（北京）科学普及出版社 ISBN 978-7-110-05484-0
- 圖解藥理學 顧祐瑞 五南文化 ISBN 978-957-11-6968-2

## 外部連結
- 中的“乙型肝炎”
- . NCBI Taxonomy Browser.   [2015-01-18]. 10407. （原始内容存档于2016-01-23）.
- 微生物免疫學-Hepadnaviridae(肝病毒科)（页面存档备份，存于）